# Kemalia
Kemalia is een geslacht van insecten uit de orde vliesvleugeligen (Hymenoptera) en de familie Ichneumonidae.

## Soorten
- K. aurantia (Gupta & Gupta, 1983)
- K. biserrata (Gupta & Gupta, 1983)
- K. buddha (Gupta & Gupta, 1983)
- K. chinensis (Gupta & Gupta, 1983)
- K. erugata (Gupta & Gupta, 1983)
- K. flavicra (Gupta & Gupta, 1983)
- K. flavofacies (Gupta & Gupta, 1983)
- K. flavorbitalis (Gupta & Gupta, 1983)
- K. fusciventris (Cameron, 1903)
- K. garhwalensis (Gupta & Gupta, 1983)
- K. grata (Sheng & Sun, 2002)
- K. issikii (Uchida, 1932)
- K. javanica (Gupta & Gupta, 1983)
- K. laevifrons (Cameron, 1903)
- K. leucozonata (Ashmead, 1905)
- K. lieftincki (Gupta & Gupta, 1983)
- K. maai (Gupta & Gupta, 1983)
- K. mysorensis (Gupta & Gupta, 1983)
- K. nathani (Gupta & Gupta, 1983)
- K. nitida (Gupta & Gupta, 1983)
- K. pilosa (Gupta & Gupta, 1983)
- K. plumbea (Cameron, 1903)
- K. praeclarus (Tosquinet, 1903)
- K. quinquedentata (Wang, 2001)
- K. suisharionis (Uchida, 1932)
- K. terebrata (Gupta & Gupta, 1983)
- K. tikari (Gupta & Gupta, 1983)